# گوشت‌کوب

گوشت کوب ساخت شهر ری با مقطع کوبه شیب دار تا ملات خمیر نشود و گوشت کوب ضمن کوبیدن -بخاطر خلأ- به کف دیگ نچسبد

گوشت‌کوب یا له‌کُن، از وسایل آشپزی و آشپزخانه است و کاربرد آن برای له کردن مواد غذایی به ویژه گوشت است. در ایران برای کوبیدن مواد موجود در آب‌گوشت، دیزی، گوشت و نخودآب کاربرد دارد. گوشت‌کوب انواع چوبی، سفالی، سنگی، پلاستیکی و فلزی از انواع آلیاژها از جمله آلومینیوم، برنج و... دارد.

## روش استفاده
گوشت‌کوب را با حرکت متناوب تقریباً عمودی و چرخش هم‌زمان بین تقریباً ۴۵ تا ۱۸۰ درجه به دفعات به روی غذا می‌فشارند تا زمانی که کیفیت و نرمی مورد نظر بدست آید.

## شکل

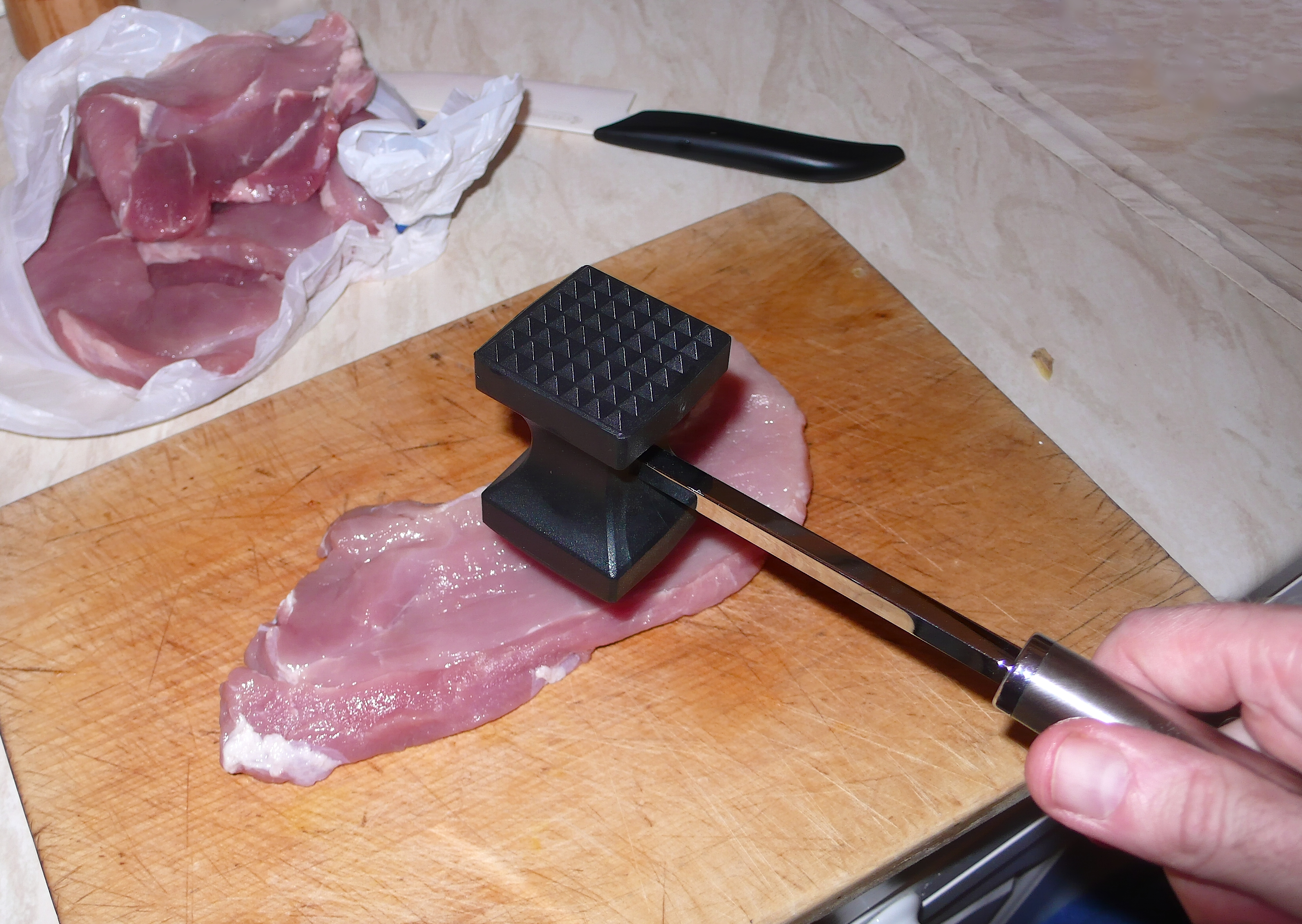
نمونه‌ای از گوشت‌کوب در حال استفاده

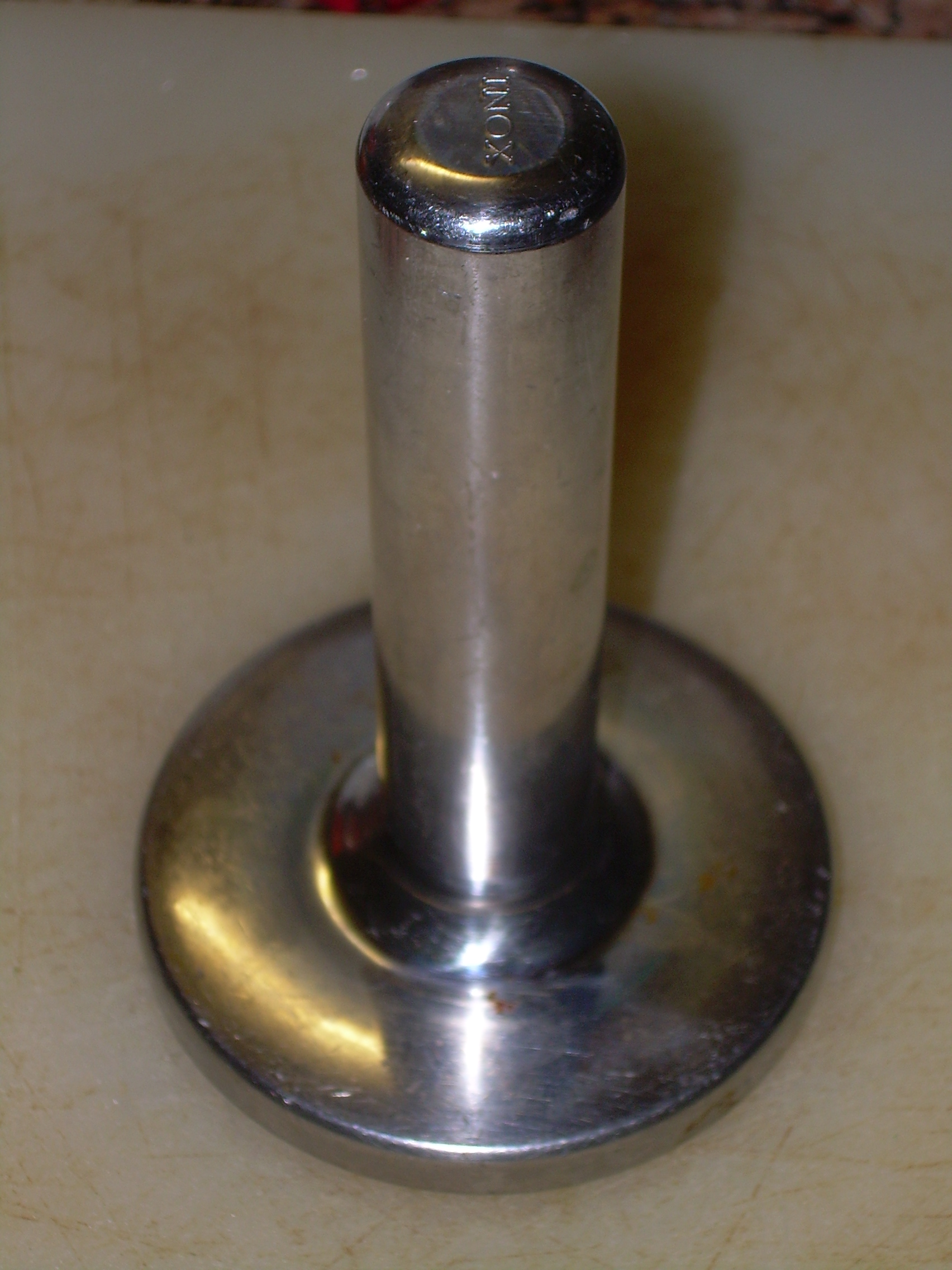
گوشت‌کوب از جنس فولاد زنگ‌نزن

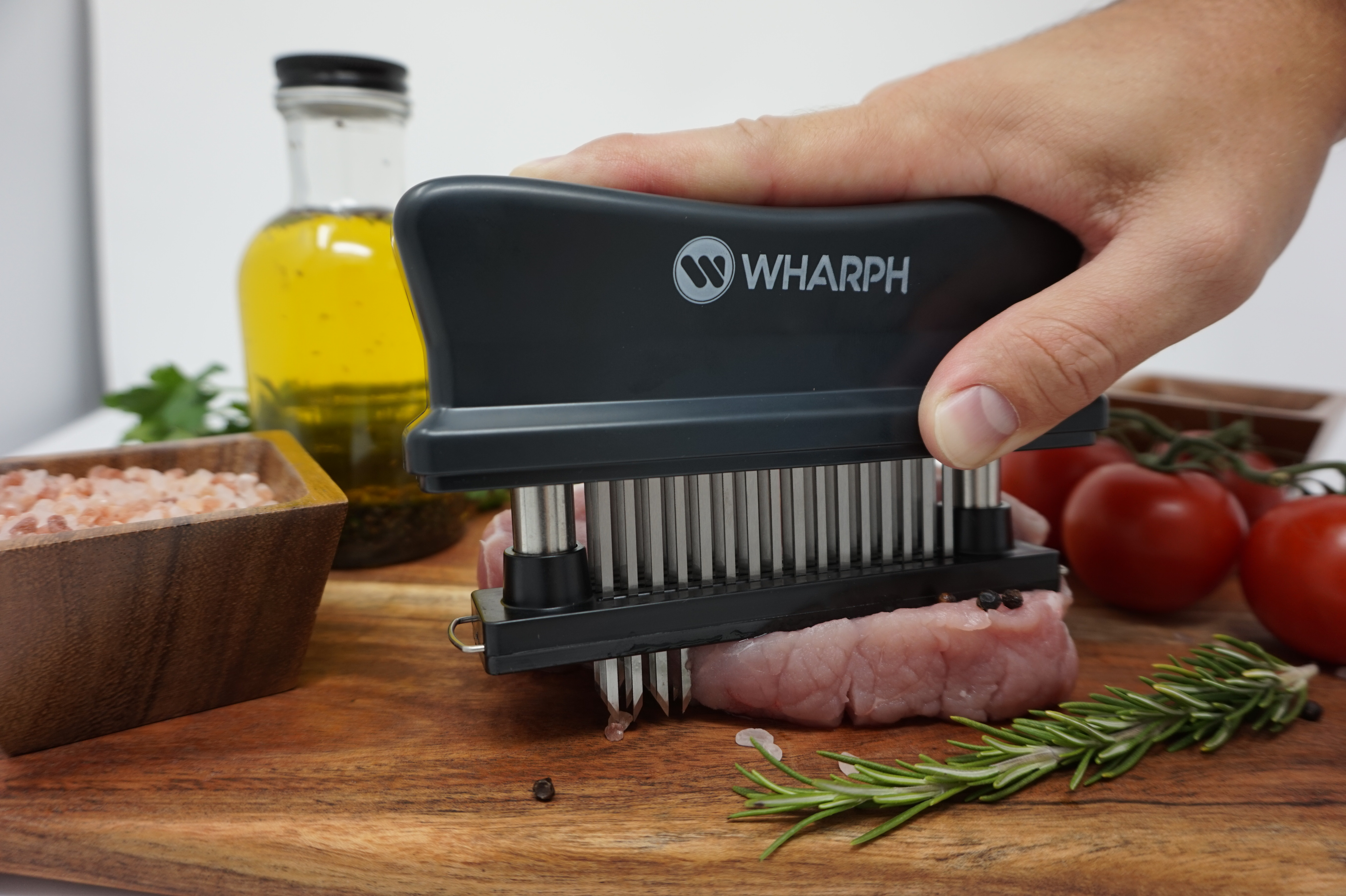
نمونه‌ای از گوشت‌کوب وارف (Wharph) در حال کار

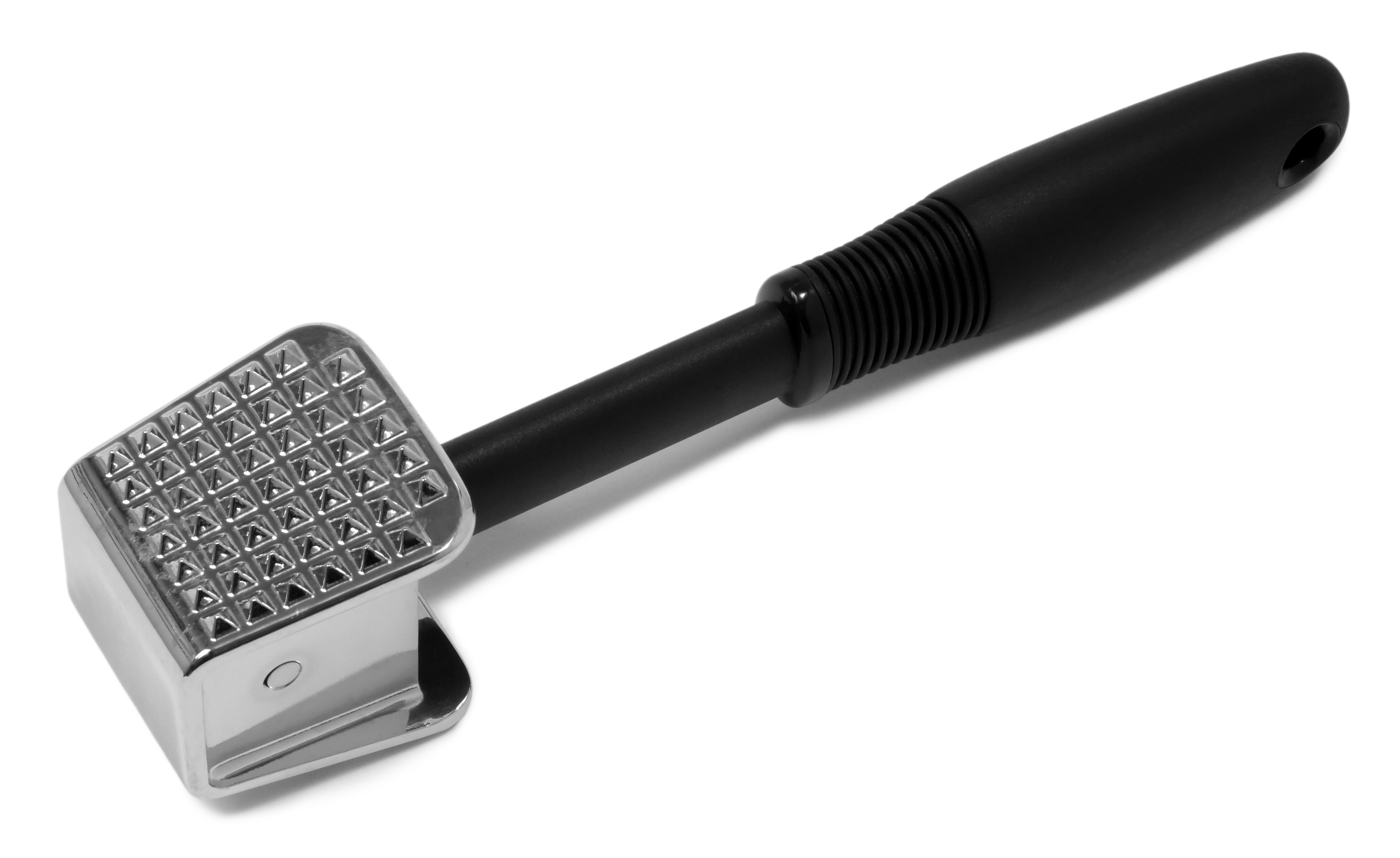
نمونه‌ای از گوشت‌کوب دستگیره‌های خوب اُکسو

گوشت‌کوب پیوسته یک تنه، تک قطعه و بدون عضو جانبی یوده و از دو بخش تشکیل می‌شود:
- دسته - کله‌ ای گرد دارد و دارای قطری کمتر نسبت به کوبه برای دست گرفتن است.
- کوبه - دارای قطری بیشتر نسبت به دسته برای کوبیدن مواد است که مقطع مخروطی "مسطح" آن زاویه‌ای بین ۱۰ تا ۲۰ درجه دارد تا ملات کاملاً خمیر نشود و در ضمن گوشت کوب بخاطر خلأ به کف دیگ نچسبد.

گونۀ سنتی و چوبی آن با روش خراطی و گونه‌های پلاستیکی و فلزی از راه ریخته‌گری ساخته می‌شود.
نسبت به نوع غذا، اندازه و حجم گوشت‌کوب نیز تغییر می‌کند، گوشت‌کوبی که برای «دیزی» به کارگرفته می‌شود و گاه «دیزی‌کوب» نامیده می‌شود تا حدی کوچک‌تر از گوشت‌کوبی است که برای «گوشت و نخودآب» یا «آب‌گوشت» استفاده می‌شود.

## استفاده واژه در زبان عامیانه
در زبان عامیانه از این واژه برای مخاطب قرار دادن فرد زمخت و بی‌نزاکت استفاده می‌شود.